# Otalążka
Otalążka – wieś w Polsce położona w województwie mazowieckim, w powiecie grójeckim, w gminie Mogielnica. Przez wieś przepływa rzeka Mogielanka, przy tej rzece stał młyn wodny. 
W latach 1975–1998 miejscowość administracyjnie należała do województwa radomskiego.
We wsi znajduje się dawny przystanek kolejowy Jastrzębia na linii Kolei Grójeckiej, który od 1920 do 1988 roku obsługiwał rozkładowy ruch pasażerski.

## Urodzeni w Otalążce
- Bolesław Srocki – polski polityk, działacz społeczny, poseł na Sejm w II RP[8].